# Steve Morison
Steven William Morison (* 29. August 1983 in London) ist ein ehemaliger englisch-walisischer Fußballspieler und aktueller -trainer. Zwischen 2010 und 2012 spielte er für die walisische Nationalmannschaft. Von 2021 bis 2022 trainierte er den in der zweiten englischen Liga spielenden Verein Cardiff City.

## Spielerlaufbahn

### Northampton Town, FC Stevenage und FC Millwall
Steve Morison startete seine Spielerlaufbahn 2001 bei Northampton Town, für die er bereits in der Jugend aktiv gewesen war. Da er in den folgenden drei Jahren nicht wie erhofft zum Einsatz gekommen war, wechselte er Ende Dezember 2004 zum Amateurverein Bishop’s Stortford FC. Dort stellte Morison (45 Spiele/28 Tore) seine Treffsicherheit in anderthalb Jahren unter Beweis, ehe ihn am 18. August 2006 der FC Stevenage verpflichtete. In Stevenage verbrachte er die folgenden drei Jahre in der Football Conference.
Am 1. Juli 2009 gelang Steve Morison die Rückkehr in den Profifußball, als ihn der FC Millwall für 150.000 Pfund Ablöse unter Vertrag nahm. Die Saison 2009/10 in der drittklassigen Football League One war sowohl für ihn, als auch für den Verein erfolgreich. Morison erzielte 20 Treffer in 43 Spielen und stieg gemeinsam mit Norwich City und Leeds United in die Football League Championship auf. In der Saison 2010/11 erreichte Morison (40 Spiele/15 Tore) mit seiner Mannschaft souverän den Klassenerhalt und profilierte sich als einer der besten Torschützen der zweiten Liga.

### Norwich City und Leeds United
Am 6. Juni 2011 unterzeichnete Steve Morison einen Dreijahresvertrag beim Premier-League-Aufsteiger Norwich City. In seiner ersten Saison in der höchsten englischen Spielklasse erzielte er neun Tore für Norwich und beendete die Premier League 2011/12 mit seinem Team als Tabellenzwölfter. Unter dem neuen Cheftrainer Chris Hughton wurde Morison in der Folgesaison zumeist nur noch als Einwechselspieler eingesetzt. Dies führte am 31. Januar 2013 zu einem Wechsel zum Zweitligisten Leeds United, für den er bis zum Ende der Spielzeit lediglich drei Treffer erzielen konnte. Zu Beginn der Football League Championship 2013/14 verlieh ihn Leeds für die gesamte Saison an seinen ehemaligen Verein FC Millwall. Nach acht Ligatreffern kehrte Morison am Saisonende nach Leeds zurück und bestritt in der anschließenden Saison 2014/15 26 Ligaspiele, in denen er zwei Tore erzielte. 

### FC Millwall und Shrewsbury Town
Nach der für ihn insgesamt enttäuschend verlaufenen Zeit bei Leeds United unterschrieb der 31-Jährige am 4. August 2015 zum dritten Mal in seiner Karriere einen Vertrag beim FC Millwall. Der Verein war zuvor in die dritte Liga abgestiegen und trat daher in der Football League One 2015/16 an, in der Steve Morison fünfzehn Tore gelangen. Die Rückkehr in die zweite Liga verpasste das Team mit einer 1:3-Niederlage im Play-off-Finale gegen den FC Barnsley denkbar knapp. Ein Jahr später gelang diese dank eines 1:0-Erfolges im Play-off-Finale gegen Bradford City. Steve Morison erzielte hierbei in der 85. Minute den goldenen Siegtreffer für seine Mannschaft. Nach zwei weiteren Spielzeiten in der zweiten Liga, wechselte der inzwischen 35-jährige Angreifer im Sommer 2019 zum Drittligisten Shrewsbury Town. Noch im Verlauf der Hinrunde gab er im Oktober 2019 das Ende seiner Spielerkarriere bekannt um als Nachwuchstrainer zu seinem ersten Verein Northampton Town zu wechseln.

## Nationalmannschaft
Durch seine in Wales geborene Großmutter erhielt Morison die Spielberechtigung für die walisische Nationalmannschaft. Am 11. August 2010 feierte er sein Debüt im A-Kader gegen Luxemburg. Bis 2012 bestritt er insgesamt 20 Länderspiele und erzielte dabei ein Tor.

## Trainerlaufbahn
Nachdem der bisherige Cheftrainer Mick McCarthy am 23. Oktober 2021 beim in der zweiten englischen Liga spielenden Verein Cardiff City entlassen wurde, übernahm Steve Morison diesen Posten zunächst interimsweise. Am 12. November 2021 gab der Verein aus Cardiff bekannt, dass Morison bis zum Saisonende als Cheftrainer eingesetzt wurde. Nach guten Leistungen unter dem neuen Trainer verlängerte Cardiff den Vertrag von Morison Anfang März 2022 um ein weiteres Jahr bis Sommer 2023. Zusätzlich belohnt wurde seine erfolgreiche Tätigkeit mit der Auszeichnung zum Trainer des Monats März 2022 der EFL Championship 2021/22. Nach einem nicht wie erhofft verlaufenen Start in die Saison 2022/23, wurde Steve Morison am 18. September 2022 als Trainer von Cardiff City entlassen. Seinen nächsten Trainerposten bekleidete er ab Juni 2023 überraschend in der Isthmian League beim FC Hornchurch auf Teilzeitbasis. Unter seiner Führung stand das Team mit nur einer Saisonniederlage zum Jahreswechsel an der Tabellenspitze. Am 6. Januar 2024 gab Morison bekannt, den Klub wieder zu verlassen, um eine Position bei einem Football-League-Klub zu besetzen. Kurze Zeit später gab Sutton United, Tabellenletzter der EFL League Two, die Verpflichtung von Morsion als Cheftrainer bekannt.